# محمد باروت
محمد باروت (مواليد 7 يونيو 1987، لاعب كرة قدم إماراتي يجيد اللعب حارس مرمى.
لعب سابقاً مع نادي اتحاد كلباء ونادي دبا الحصن ونادي البطائح ونادي مسافي ونادي مصفوت.

## روابط خارجية
- محمد باروت على موقع Soccerway.com (الإنجليزية)